# آمقان
آمقان یکی از روستاهای استان آذربایجان شرقی است که در بخش مرکزی شهرستان اسکو  بعد از روستای اسکندان و قبل از روستای عنصرود  واقع شده‌است.این روستا ۷۹۴ نفر جمعیت دارد.